# الموانيك (الساحل أولاد أحريز)
الموانيك هي إحدى مشيخات المملكة المغربية، تتبع جغرافيا لإقليم برشيد وإداريًا لالساحل أولاد أحريز. يقدر عدد سكانها بـ 6864 نسمة حسب الإحصاء الرسمي للسكان والسكنى لسنة 2004.